# Tahar Ben Jelloun
Tahar Ben Jelloun, född 1 december 1944 i Fès, är en marockansk, franskspråkig författare, bosatt i Frankrike. 

## Biografi
Vid tio års ålder flyttade Ben Jelloun med sina föräldrar till Tanger, där han gick i franskt gymnasium. Han har studerat filosofi vid universitetet i Rabat.
Tahar flyttade till Paris 1971 och har studerat psykologi vid Sorbonne. Han har doktorerat i socialpsykologi med en avhandling om psykiska problem hos marockanska gästarbetare i Frankrike. Utöver sitt författarskap arbetar han också som översättare och som kulturskribent i Le Monde.

## Författarskap
Ben Jelloun har gett ut lyrik, essäer noveller och romaner där islamsk kultur och gästarbetares villkor i Frankrike är centralt, bland annat romanerna Moha le fou, Moha le sage (1978), L'Enfant de sable (1985), La Nuit sacrée (1987), som vann Goncourtpriset, Les Yeux baissés (1991), L'Homme rompu (1994), La Nuit de l'erreur (1997) och L'Auberge des pauvres (1999). L'Ecrivain public (1983) och Jour de silence à Tanger (1990) är självbiografiska skrifter med essäistisk prägel. Han gav ut sina samlade dikter 1995. Dikten La Remontée des cendres (1991) är skriven till minne av de okända fallna under gulfkriget. Cette aveuglante absence de lumiere (2001) är en berättelse i romanform om de hemska förhållandena i ett marockanskt fängelse under kung Hassan II, och om mänsklig värdighet mot alla odds.
I sina böcker gör Ben Jelloun ofta avkall på den linjära uppbyggnaden av berättelsen. Historien som fragmenteras och sprängs i bitar blir en bild av den moderna nordafrikanen under pressen från europeisk kultur och islamsk traditionalism. I Le Racisme expliqué à ma fille (1998) ger han en lättfattlig och tankeväckande analys av rasismens väsen. Ben Jelloun räknas till de mest betydelsefulla nordafrikanska författarna.